# 주에스와티니 중화민국 대사관

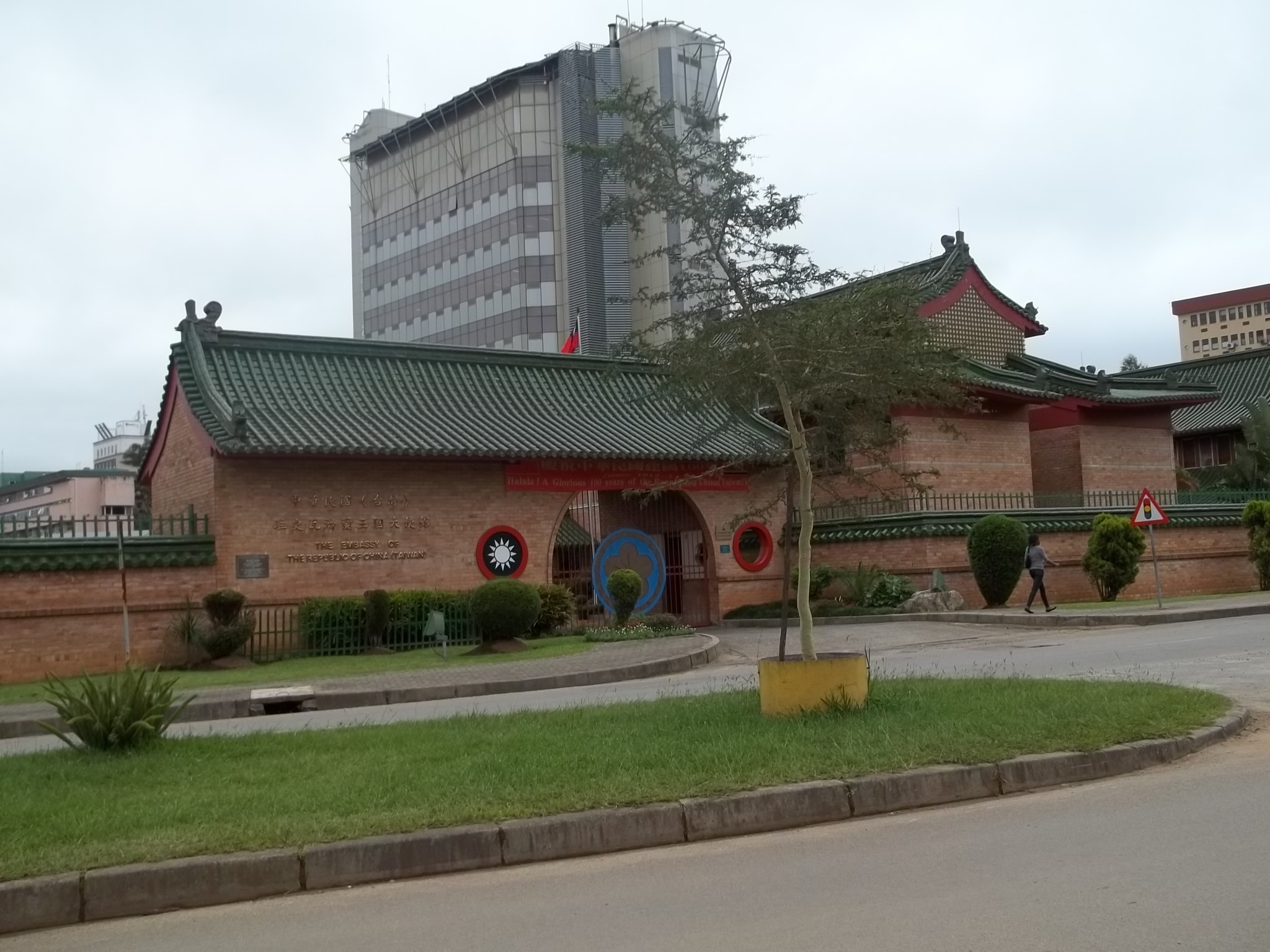
주에스와티니 중화민국 대사관

주에스와티니 중화민국 대사관(中華民國駐史瓦帝尼王國大使館, Embassy of the Republic of China (Taiwan) in the Kingdom of Eswatini)는 중화민국 정부가 에스와티니의 수도 음바바네에 설치한 대사관이다. 양국은 1968년부터 계속 외교 관계를 유지하고 있다. 현재 특명전권대사는 량홍셩(梁洪昇)이다.

## 역사
에스와티니(옛 이름 스와질란드)는 1968년 9월 6일에 영국으로부터 독립해 중화민국과 외교 관계를 수립하였다. 동년 11월 21일에 에스와티니의 수도 음바바네에 대사관을 설립하였다. 2014년까지 중화민국 대사관은 에스와티니에 소재한 4개의 외교 공관 중 하나였다. 중화민국 공관 외 나머지는 미국 대사관, 남아프리카 공화국 고등판무관 사무소, 모잠비크 고등판무관 사무소이다.
중화민국은 모잠비크에 대사관을 설치하지 않았기 때문에 주에스와티니 중화민국 대사관이 모잠비크의 업무도 겸임한다. 모잠비크는 1975년에 포르투갈로부터 독립을 한 이후 중화인민공화국과 외교 관계를 유지하고 있다.

## 같이 보기
- 중화민국 외교부